# Nombre deficient
Un nombre deficient és un enter n la suma dels divisors del qual és menor que dues vegades ell mateix. En altres paraules, σ(n) < 2n, on σ(n) és la funció divisor, que proporciona la suma de tots els divisors d'un nombre. La diferència 2n − σ(n) s'anomena "deficiència de n".
Altra manera de comprovar si un nombre enter és deficient és si compleix que la suma dels divisors propis (els divisors que no són l'enter mateix) és inferior al nombre enter.
Els nombres deficients foren introduïts per primera vegada per Nicòmac a la seva obra Introductio Arithmetica (c. 100). Els primers nombres deficients són: 1, 2, 3, 4, 5, 7, 8, 9, 10, 11, 13, ... Existeix un nombre infinit de nombres deficients senars i parells. Per exemple, tots els nombres primers o tots els divisors propis de nombres deficients o de nombres perfectes.